# Talib

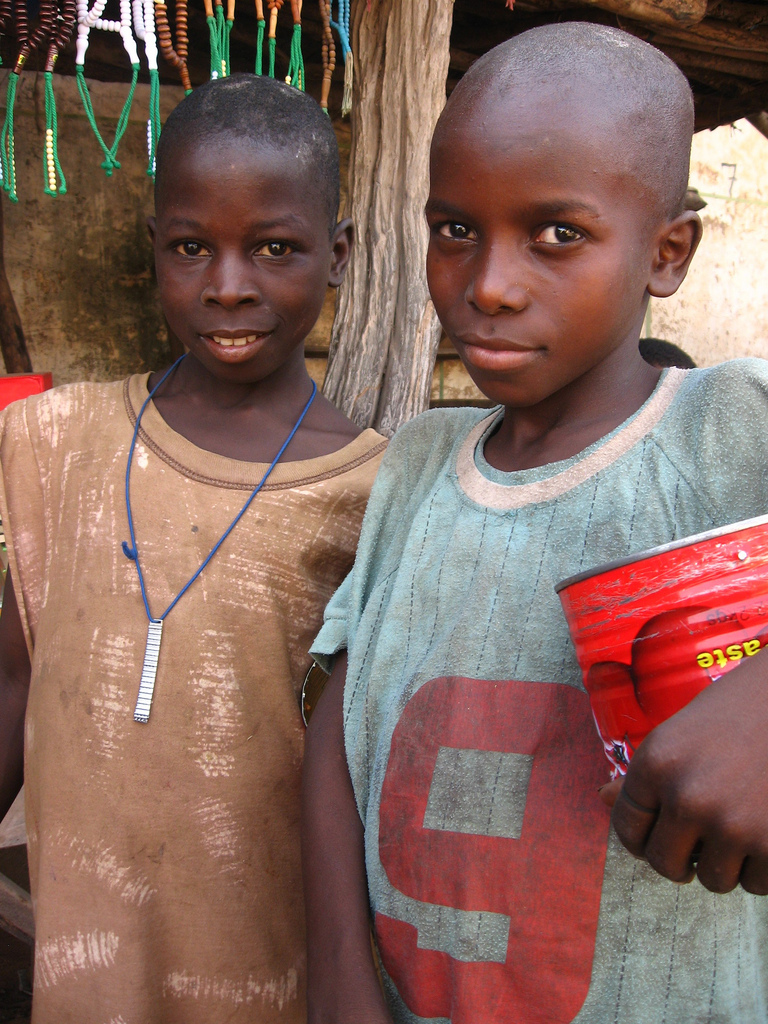
Talibés à Velingara

Un talib, en arabe littéraire, (طالب [ṭālib], étudiant; candidat; demandeur; solliciteur, pl. طالبون [ṭālibūn] ou encore talibân) est un étudiant de façon générale, aujourd'hui plus directement associé à l'élève d'une médersa pour faire référence aux étudiants des écoles théologiques, au Pakistan principalement.
Le mot peut trouver plusieurs prononciations dérivées de langues locales. Ainsi, au Sénégal, on trouve plus volontiers des talibé, qui est déjà le pluriel de talib, mais la vulgarisation en français a conduit certains commentateurs (scientifiques ou journalistes) à ajouter un "s", en langue française, ce qui donne « talibé » au singulier et « talibés » au pluriel, alors qu'au Pakistan on parlera de taliban (qui est aussi un pluriel).
Dans le monde perse et pashto, c'est celui qui fait des études afin de devenir un mollah.

## Filmographie
- Les Enfants perdus de M'Bour, reportage sur les talibés de Mbour (Sénégal) par Odile et Daniel Grandclément, France, 2008, 48 min, diffusé dans l'émission Thalassa sur France 3 le 20 février 2009
- Almodou, film de fiction sénégalais d'Amadou Thior (2000)